# 通訳生
通訳生（つうやくせい、student interpreter）は、過去にイギリスやアメリカ合衆国において、アジア諸国の外交・領事業務の通訳のために学生を採用した制度である。現在では、この名称は使われていない。通訳生出身で外交官の上級職に就いた者も少なくない。
19世紀、欧州における外交の「公用語」はフランス語であったが、19世紀に英国がアジア諸国と国交を持つようになると、現地の言語に精通した人物が必要とされるようになった。しかしながら、英国あるいは欧州では、アジア諸国の言語を学ぶことは困難であるため、現地において言語の習得を行わせるために設立された制度が通訳生である。

## イギリス
イギリスの外務省は、19世紀中頃に中国・日本が開国した後、現地の言語に堪能な領事団を育成することを目的に、それぞれの国の言語を学ぶ通訳生を任命した。通訳生は、選んだ国に生涯留まることが期待されていた。
日本派遣の通訳生は1860年から募集が開始されたが、通訳生の任務は「日本語とオランダ語の習得」とされた。これは当時の幕府との交渉は全てオランダ語を介して行われていたためであるが、翌1861年からは、「日本語の習得」に変えられた。1861年の例では、中国・日本に派遣される通訳生として11人が採用されているが、このうち9人が中国に、2人が日本に派遣されることとなった。なお、試験の内容は以下のとおりであった。
1. 筆跡と正字法
2. 代数
3. 文章の要約
4. 地理
5. 幾何
6. ラテン語の英訳
7. フランス語の英訳

1861年時点で通訳生の年俸は年間200ポンドとされていた。「学生」であるから当然教師について語学を習得する必要があるが、この教師に対する謝礼の支払いは、少なくとも一部は自費となっていた。自分でお金をかけて素早く現地の言語を習得すれば、その分昇進が早くなると言うのが、外務省の言い分であった。200ポンドを当時の日本の貨幣に換算すると、600両となり、決して少ない金額ではないが、出費も多かったため、実際の生活は楽ではなかったようである。
幕末の各国公使館・領事館の中で、このような制度を有していたのは英国だけであったが、優秀な通訳を多く確保できた英国は、他国に比較してより質の高い情報を入手することができた。また、第二代駐日英国公使のハリー・パークスは、言語だけでなく日本の文化を積極的に学ぶことを通訳に推奨しており、その伝統を引き継いだ英国公使館・大使館からは、多くの優れた日本学者が生まれた。
イギリスの通訳生出身者には以下のような人物がいる。
- アーネスト・サトウ - 駐日公使・駐中国公使
- ウィリアム・ジョージ・アストン
- ジョセフ・ヘンリー・ロングフォード
- ジョン・ガビンズ
- ジョージ・サンソム
- ハイラム・ショウ・ウィルキンソン - 在上海英国高等領事裁判所主席判事
- シドニー・バートン（英語版） - 駐エチオピア公使
- ロバート・ハート (1835–1911) - 清朝の洋関総税務司
- ジョン・ジョーダン（英語版） - 駐中国公使

## アメリカ合衆国
アメリカ合衆国国務省は、北京に10名、江戸に6名、トルコに10名の通訳生を派遣した。彼らは、アメリカの外交官や領事の通訳になるために、その国の言語を学ぶことが求められた。応募資格は、19歳から26歳までの未婚の男性アメリカ市民である。試験に合格した者は、少なくとも5年間の勤務が義務づけられ、外交官や領事の職務に任命される資格が与えられた。
アメリカの通訳生出身者には以下のような人物がいる。
- ネルソン・ジョンソン (1887-1954) - 駐中国公使
- ノーウッド・オールマン（英語版） (1893-1987) - 中国を拠点に活動した弁護士、新聞編集者、OSS・CIA工作員